# Święta cenote

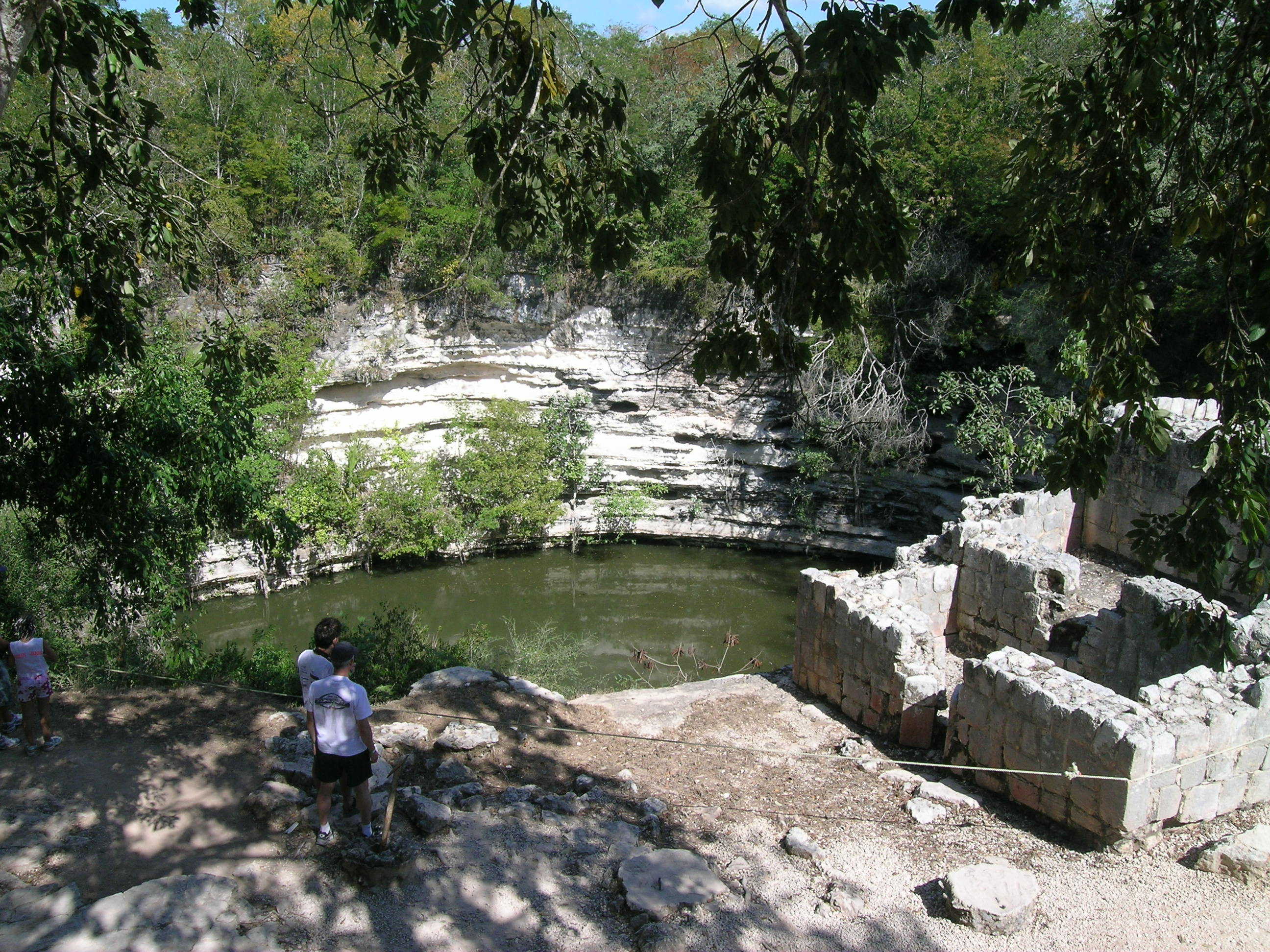
Święta cenote

Święta cenote (hiszp. cenote sagrado) – wapienna studnia krasowa położona w pobliżu starożytnego miasta Majów Chichén Itzá w Meksyku. Mierzy 20 m głębokości, 50 m średnicy i jest niemal idealnie okrągła. W czasach prekolumbijskich pełniła ważną funkcję religijną i była sercem Chichén Itzá, dzięki czemu miasto zyskało dominującą pozycję w regionie i mogło utrzymywać swoją władzę. Od niej też pochodzi nazwa Chichén Itzá, która oznacza „u wylotu studni Itza”.    
Według legend Majów oraz postkolumbijskich źródeł do świętej cenote składano ofiary z ludzi ku czci boga deszczu Chaca oraz podziemnych bóstw. Opowieści te zostały potwierdzone na początku XX wieku, kiedy to Edward Herbert Thompson przeprowadził badania studni i odkrył na jej dnie duże ilości kosztowności oraz kości ludzkich.

## Znaczenie dla Majów
Suche rejony północnego Jukatanu, które zamieszkiwali Majowie, z powodu braku rzek oraz sporadycznych opadów deszczu stanowiły dość nieprzyjazne warunki do życia. Głównym źródłem wody stały się więc powstałe w naturalny sposób studnie krasowe, których skały zalegają blisko wód gruntowych. Dla Majów stały się one tak ważne, że często ich motyw przedstawiali w sztuce i łączyli z różnymi bóstwami.
Wierzyli też, że istnieją trzy drogi prowadzące do Xibalby. Jedna z nich miała znajdować się na dnie świętej cenote w pobliżu Chichén Itzá. Pozostałe miały prowadzić przez jaskinie lub grę w majańską piłkę. Wierzono, że poprzez składanie wotów w studniach można komunikować się z bogami i przodkami. W świętej cenote miał natomiast mieszkać bóg deszczu Chac, któremu składano dary, licząc na jego wstawiennictwo i przychylność. Modlono się głównie o dobre żniwa, deszcz oraz sprzyjający los. Sądzi się, że ludzi poświęcano w celu jego obłaskawienia. Najczęściej były to młode dziewice, ale też dzieci i mężczyźni. Rytuał czasem odbywał się o świcie, więc jeśli ktoś przeżył do południa, zdawał relację z tego, co ujrzał w otchłaniach studni. Wielu kapłanów zabierało też świętą wodę z cenote, by przy jej pomocy odprawiać rytuały w świątyniach.

## Artefakty
Badania dna świętej cenote ujawniły różne przedmioty, w tym wiele nietrwałych rzeczy, które w normalnych warunkach uległyby zniszczeniu. Głównie były to wyroby drewniane oraz tekstylia, które zachowały się w wodzie. Poza nimi odnaleziono rozmaite rodzaje broni, berła, figurki, narzędzia, ceramikę i biżuterię. Wśród najcenniejszych znalezisk były nefrytowe i jadeitowe ozdoby, miedziane dyski i złote dzwoneczki. Badania wykazały, że przed wrzuceniem do studni wiele z nich zostało celowo uszkodzonych. Przypuszcza się, że była to jakaś symboliczna forma „uśmiercenia” przedmiotów przed złożeniem ich w ofierze. Ponadto wśród artefaktów odkryto również takie, które nie zostały wykonane, bądź nie mogły pochodzić z Jukatanu, lecz zostały sprowadzone z innych miejsc w Ameryce Środkowej. O sile i znaczeniu świętej cenote świadczy również to, że jeszcze długo po upadku Chichén Itzá odbywały się do niej pielgrzymki. Wiele przedmiotów wydobytych ze świętej cenote datowanych jest na XIII-XVI wiek, czyli ofiary składano do niej także po podbojach Hiszpanów.

## Badania Edwarda Thompsona
W 1894 roku amerykański konsul w mieście Mérida, Edward Herbert Thompson z pomocą Stephena Salisbury’ego III wykupił ziemię z ruinami Chichén Itzá, w celu przeprowadzenia wykopalisk i zbadania świętej cenote. Do odpompowywania wody i błota sprowadził specjalny sprzęt i w 1904 roku rozpoczął żmudne wydobywanie mułu z dna studni. Każdy wydobyty czerpak był sprawdzany, a odnalezione w nim przedmioty klasyfikowane. Zanotowano także kradzież kilku przedmiotów, których nigdy nie odnaleziono.
W 1909 roku, gdy w końcu osiągnięto skalne dno, Thompson zdecydował się wraz z dwoma innymi nurkami zejść na dół i osobiście zbadać studnię. Jak donosił, widoczność była ograniczona, a wokół było wiele skał i zatopionych drzew, które stwarzały dodatkowe zagrożenia. Dno opisał jako pełne długich, wąskich pęknięć promieniście rozchodzących się od środka. Odnalazł w nich wiele złotych, miedzianych oraz nefrytowych przedmiotów. Dziś większość z odkrytych przez niego artefaktów znajduje się w Peabody Museum w Cambridge.
Po śmierci Salisbury’ego Thompson zdecydował się wstrzymać badania. Sytuację pogarszała jeszcze rewolucja meksykańska i problemy finansowe, które odbiły się na morale pracowników. Na dodatek kilka lat później spłonął dom Thompsona, w którym trzymał jedną ze skrzyń z notatkami i wynikami prowadzonych prac. Mimo tego przetrwały inne jego zapiski, a on sam wydał 1933 roku książkę o swoich odkryciach.